# 요시노정 (도쿠시마현)
요시노정(吉野町)은 도쿠시마현 이타노군에 있던 정이다. 2005년 3월 1일, 아와정, 이치바정, 도나리정과 합병해 아와시가 되었다.

## 지리
마을에는 산이 없지만 북쪽의 사누키 산맥을 바라볼 수 있다. 사누키 산맥에서 흘러나오는 미야카와 우치타니가와의 선상지이다.

## 역사
- 1957년 3월 31일 - 이치죠정 및 아와군 가키시마촌의 일부가 합병해 성립하였다.
- 2005년 4월 1일 - 도나리정, 아와군 이치바정, 아와정과 합병해 아와시가 성립하였다. 동일 요시노정은 폐지되었다.

## 교통

### 도로
- 국도 제318호선